# Hemiasterella strongylophora
Hemiasterella strongylophora är en svampdjursart som beskrevs av Claude Lévi 1956. Hemiasterella strongylophora ingår i släktet Hemiasterella och familjen Hemiasterellidae. Inga underarter finns listade i Catalogue of Life.